# Liga Departamental de Fútbol San Martín
La Liga Departamental de Fútbol San Martín es una de las Ligas regionales de fútbol en Argentina y es una entidad que aglutina y organiza la práctica deportiva del fútbol oficial en la ciudad de San Jorge y alrededores. Fue fundada el 2 de abril de 1938.
Tiene sede en la calle Sarmiento 799 en la ciudad de San Jorge
El actual campeón es el Club A. San Jorge tras empatar 1-1 tanto en la ida como la vuelta y vencer por penales 4 a 3 al Club A. Trebolense (El Trébol), obteniendo su 21º título.
El equipo con más títulos a la fecha es el Club Atlético San Jorge, con 21 conquistas.

## Historia
Según consta en el acta número 1 del 2 de abril de 1938, se reunían en la localidad de Cañada Rosquín, Departamento san Martín, Provincia de Santa Fe, desde la hora 15:00 y en el local social del Club Juventud Unida, los delegados del Club Americano, Club Sarmiento, Club Unión de Casas y Club Juventud Unida con la intención de formar una Liga que nucleara a los clubes de fútbol de la región. El objetivo principal fue intercambiar ideas entre los presentes, y una vez conocidas las opiniones de cada uno de los Delegados se resolvió: «Comunicar telegráficamente a la Asociación del Foot Ball Argentino la formación de la Liga» a la que se acordó denominar «Liga Regional de Foot Ball San Martín" bajo la presidencia provisoria del Sr. R. A. Baroldi.
En ese lejano 2 de abril comenzaba a transitar el terreno deportivo esta Liga de Fútbol, que en su acta N.º 4 del 11 de mayo de 1938 realizada en Carlos Pellegrini constituiría su primer Consejo Directivo, presidido por el Sr. Guido Furini, acompañado en su gestión por Luis Boffelli, Guillermo Guevara, José Napolitano, Agustín Pussetto, Humberto Desutto.
Desde aquellas jornadas del año 1938 hasta la fecha han recorrido esta Entidad un número importantísimo de dirigentes quienes fueron y son valiosos elementos que con su trabajo y esmero fortalecieron, engrandecieron y jerarquizaron plenamente a esta Casa de Fútbol.
El 13 de marzo de 1964, por modificación de los Estatutos y según Decreto 2213, la Liga pasó a denominarse tal como se la conoce hoy en día: Liga Departamental de Fútbol San Martín.

## Equipos afiliados
| Equipo                                          | Ciudad                    | Año de Fundación | Provincia |
| ----------------------------------------------- | ------------------------- | ---------------- | --------- |
| Juventud Unida Rosquín Club                     | Cañada Rosquín            | 1910             | Santa Fe  |
| Club Atlético Americano Mutual y Social         | Carlos Pellegrini         | 1922             | Santa Fe  |
| San Martín Mutual, Social y Biblioteca          | Carlos Pellegrini         | 1909             | Santa Fe  |
| Club Atlético El Expreso Mutual y Social        | El Trébol                 | 1921             | Santa Fe  |
| Club Atlético Trebolense Mutual y Social        | El Trébol                 | 1909             | Santa Fe  |
| Club Deportivo Mitre                            | Landeta                   | 1951             | Santa Fe  |
| Club Unión                                      | Los Cardos                | 1972             | Santa Fe  |
| Club Atlético Susanense                         | María Susana              | 1922             | Santa Fe  |
| Nuevo Club Atlético y Deportivo Piamonte        | Piamonte                  | 2004             | Santa Fe  |
| Club Atlético Juventud Guadalupe                | San Jorge                 | 2008             | Santa Fe  |
| Club Atlético La Emilia Mutual y Social         | San Jorge                 | 1952             | Santa Fe  |
| Club Atlético San Jorge Mutual y Social         | San Jorge                 | 1912             | Santa Fe  |
| Club Atlético y Recreativo General San Martín   | San Martín de las Escobas | 1921             | Santa Fe  |
| Club Atlético Sastre Mutual, Social y Deportivo | Sastre                    | 1919             | Santa Fe  |
| Club Atlético Unión                             | Sastre                    | 1958             | Santa Fe  |

### Torneo Promocional B
| Equipo                         | Ciudad       | Año de Fundación | Provincia |
| ------------------------------ | ------------ | ---------------- | --------- |
| Club Atlético Casas            | Pueblo Casas | 1937             | Santa Fe  |
| Club Atlético Granaderos       | Castelar     | 1950             | Santa Fe  |
| Club Social y Deportivo Crispi | Crispi       | 1939             | Santa Fe  |
| Club Recreativo Las Petacas    | Las Petacas  | 1931             | Santa Fe  |
| Club Atlético Andrés Gorchs    | Porteña      | 1963             | Córdoba   |

### Antiguos afiliados
Los siguientes clubes han participado en la Liga Departamental de Fútbol. Que fueron Campeones Pero, no compiten en la Temporada acutual y juegan en otras ligas regionales.
| Equipo                                                    | Año de fundación | Localidad        | Departamento | Provincia | Liga regional actual     |
| --------------------------------------------------------- | ---------------- | ---------------- | ------------ | --------- | ------------------------ |
| Asociación Mutual, Social y Deportiva Club Atlético Brown | 1920             | San Vicente      | Castellanos  | Santa Fe  | Liga Rafaelina de Fútbol |
| Club Atlético Belgrano                                    | 1883             | Colonia Belgrano | San Martin   | Santa Fe  | Liga Galvense de Fútbol  |

### Equipos desafiliados
Los siguientes clubes han participado, en algún momento, en la Liga Promocinal. Sin embargo, no compiten en la temporada actual.
| Equipo            | Año de fundación | Localidad | Departamento | Provincia | Liga regional actual                  |
| ----------------- | ---------------- | --------- | ------------ | --------- | ------------------------------------- |
| Fortín Sport Club | 1923             | El Fortín | San Justo    | Córdoba   | Liga Regional de Fútbol San Francisco |

### Clásicos
| Denominación                 | Club y ciudad                                | Club y ciudad                 |
| ---------------------------- | -------------------------------------------- | ----------------------------- |
| Clásico de Sastre            | Atlético Sastre Sastre                       | Unión Sastre                  |
| Clásico del Oeste            | Susanense María Susana                       | Piamonte Piamonte             |
| Clásico de El Trébol         | Trebolense El Trébol                         | El Expreso El Trébol          |
| Clásico de Carlos Pellegrini | Americano Carlos Pellegrini                  | San Martín Carlos Pellegrini  |
| Clásico de San Jorge         | Atlético San Jorge San Jorge                 | La Emilia San Jorge           |
| Clásico de la Ruta 34        | General San Martín San Martín de las Escobas | Juventud Unida Cañada Rosquín |

### Participaciones en torneos nacionales
| Año                                     | Equipo                           | Ronda                                    | PJ | PG | PE | PP | GF | GC |
| --------------------------------------- | -------------------------------- | ---------------------------------------- | -- | -- | -- | -- | -- | -- |
| Torneo Regional 1985                    | El Expreso                       | Grupo 6 - Zona 4                         | 6  | 2  | 2  | 2  | 5  | 3  |
| Torneo Regional 1985-86                 | El Expreso                       | Región Centro - Primera Etapa            | 6  | 3  | 1  | 2  | 10 | 9  |
| Torneo del Interior 1986-87             | El Expreso                       | Zona sureste                             | 23 | 8  | 6  | 9  | 28 | 38 |
| Torneo del Interior 1987-88             | El Expreso                       | Etapa provincial                         | 6  | 2  | 2  | 2  | 5  | 5  |
| Torneo del Interior 1988-89             | El Expreso                       | Etapa provincial                         | 6  | 2  | 2  | 2  | 6  | 8  |
| Torneo del Interior 1990-91             | Americano (C. Pellegrini)        | Segunda fase - Zona litoral              | 4  | 1  | 1  | 2  | 7  | 7  |
| Torneo del Interior 1992-93             | Susanense (María Susana)         | Segunda fase - Zona litoral              | 2  | 0  | 0  | 2  | 0  | 3  |
| Torneo Argentino B 2001-02              | El Expreso                       | -                                        |    |    |    |    |    |    |
| Torneo Argentino B 2003-04              | Americano (C. Pellegrini)        | Primer ascenso - Primera eliminatoria    | 8  | 4  | 0  | 4  | 10 | 9  |
| Torneo Argentino B 2003-04              | Atlético San Jorge               | Primer ascenso - Primera eliminatoria    | 8  | 4  | 2  | 2  | 16 | 15 |
| Torneo del Interior 2005                | Atlético San Jorge               | Primera fase - Playoffs                  | 7  | 2  | 3  | 2  | 19 | 22 |
| Torneo del Interior 2005                | Americano (C. Pellegrini)        | Etapa final - Octavos de final           | 9  | 5  | 1  | 3  | 18 | 16 |
| Torneo del Interior 2005                | El Expreso                       | Etapa clasificatoria                     | 6  | 1  | 0  | 5  | 7  | 18 |
| Torneo del Interior 2006                | Americano (C. Pellegrini)        | Etapa final - Segunda fase               | 10 | 4  | 2  | 4  | 16 | 19 |
| Torneo del Interior 2006                | Piamonte                         | Etapa Final - Primera fase               | 6  | 5  | 1  | 2  | 18 | 9  |
| Torneo del Interior 2007                | Americano (C. Pellegrini)        | Etapa final - Primera fase               | 6  | 3  | 2  | 1  | 13 | 9  |
| Torneo del Interior 2008                | La Emilia                        | Etapa clasificatoria                     | 6  | 1  | 3  | 2  | 6  | 10 |
| Torneo del Interior 2008                | Americano (C. Pellegrini)        | Etapa clasificatoria                     | 6  | 3  | 1  | 2  | 10 | 13 |
| Torneo del Interior 2009                | Americano (C. Pellegrini)        | Etapa final - Primera fase               | 8  | 3  | 2  | 3  | 10 | 15 |
| Torneo del Interior 2009                | La Emilia                        | Etapa clasificatoria                     | 4  | 0  | 2  | 2  | 1  | 6  |
| Torneo del Interior 2009                | Atlético San Jorge               | Etapa final - Quinta etapa               | 15 | 10 | 2  | 3  | 50 | 20 |
| Torneo del Interior 2009                | El Expreso                       | Etapa provincial                         | 4  | 2  | 1  | 1  | 10 | 7  |
| Torneo Argentino B 2009-10              | Atlético San Jorge               | Primera fase                             | 30 | 13 | 3  | 14 | -  | -  |
| Torneo del Interior 2010                | La Emilia                        | -                                        |    |    |    |    |    |    |
| Torneo Argentino B 2010-11              | Atlético San Jorge               | Primera fase                             | 24 | 6  | 11 | 7  | 35 | 35 |
| Torneo del Interior 2011                | La Emilia                        | -                                        |    |    |    |    |    |    |
| Torneo Argentino B 2011-12              | Atlético San Jorge               | Primera fase                             | 24 | 7  | 6  | 11 | 34 | 42 |
| Copa Argentina 2011-12                  | Atlético San Jorge               | Tercera eliminatoria                     | 2  | 1  | 0  | 1  | 1  | 1  |
| Torneo Argentino B 2012-13              | Atlético San Jorge               | Primera fase                             | 26 | 11 | 5  | 10 | 27 | 25 |
| Copa Argentina 2012-13                  | Atlético San Jorge               | Fase Preliminar Regional II              | 1  | 0  | 0  | 1  | 2  | 4  |
| Torneo Argentino B 2013-14              | Atlético San Jorge               | Segunda fase                             | 18 | 12 | 7  | 9  | 38 | 38 |
| Torneo del Interior 2014                | Atlético Sastre                  | Etapa final - Primera etapa              | 6  | 2  | 1  | 3  | 11 | 14 |
| Torneo Federal B 2014                   | Atlético San Jorge               | Segunda fase - Primera ronda             | 16 | 6  | 5  | 5  | 18 | 18 |
| Copa Argentina 2014-15                  | Atlético San Jorge               | Fase preliminar regional - Segunda etapa | 1  | 0  | 0  | 1  | 1  | 1  |
| Torneo Federal B 2015                   | Atlético San Jorge               | Fase crafisicatoria                      | 20 | 6  | 8  | 6  | 25 | 22 |
| Torneo Federal B 2016                   | Atlético San Jorge               | Tercera fase                             | 14 | 9  | 1  | 4  | 29 | 14 |
| Torneo Federal B Complementario 2016    | Atlético San Jorge               | Primera fase                             | 12 | 5  | 4  | 3  | 13 | 12 |
| Torneo Federal B 2017                   | Atlético San Jorge               | Primera fase                             | 12 | 5  | 4  | 3  | 13 | 12 |
| Torneo Federal C 2017                   | La Emilia                        | Etapa clasificatoria                     | 6  | 2  | 1  | 3  | 13 | 18 |
| Torneo Federal C 2017                   | Trebolense                       | Etapa clasificatoria                     | 6  | 0  | 1  | 5  | 8  | 18 |
| Torneo Federal B 2017                   | Atlético San Jorge               | Segunda fase - Cuarta ronda              | 24 | 14 | 6  | 4  | 37 | 22 |
| Copa Argentina 2017-18                  | Atlético San Jorge               | Fase preliminar regional - Segunda etapa | 4  | 1  | 1  | 2  | 4  | 5  |
| Torneo Federal C 2018                   | Americano (C. Pellegrini)        | Etapa clasificatoria                     | 6  | 2  | 1  | 3  | 14 | 7  |
| Torneo Federal C 2018                   | La Emilia                        | Etapa clasificatoria                     | 6  | 0  | 2  | 4  | 2  | 16 |
| Torneo Regional Federal Amateur 2019    | Atlético San Jorge               | Tercera fase                             | 12 | 10 | 1  | 1  | 31 | 8  |
| Torneo Regional Federal Amateur 2020    | Atlético San Jorge               | Segunda ronda                            | 5  | 3  | 0  | 2  | 9  | 8  |
| Torneo Regional Federal Amateur 2021-22 | Atlético San Jorge               | Quinta ronda                             | 10 | 6  | 3  | 1  | 18 | 6  |
| Torneo Regional Federal Amateur 2022-23 | Atlético San Jorge               | Tercera ronda                            | 6  | 3  | 1  | 2  | 10 | 13 |
| Torneo Regional Federal Amateur 2022-23 | General San Martín               | Etapa clasificatoria                     | 6  | 0  | 0  | 4  | 1  | 9  |
| Torneo Regional Federal Amateur 2023-24 | Juventud Unida (Cañada Rosquín)  | Etapa clasificatoria                     | 6  | 1  | 2  | 3  | 3  | 7  |
| Torneo Regional Federal Amateur 2023-24 | San Martín (C. Pellegrini)       | Etapa clasificatoria                     | 6  | 0  | 1  | 5  | 2  | 13 |
| Torneo Regional Federal Amateur 2023-24 | Atlético San Jorge               | Etapa clasificatoria                     | 6  | 2  | 1  | 3  | 10 | 10 |
| Torneo Regional Federal Amateur 2023-24 | Atlético Sastre (Sastre y Ortiz) | Etapa clasificatoria                     | 6  | 2  | 1  | 3  | 3  | 6  |
| Torneo Regional Federal Amateur 2024-25 | Atlético San Jorge               | Tercera ronda                            | 8  | 3  | 1  | 0  | 10 | 7  |
| Torneo Regional Federal Amateur 2024-25 | El Expreso                       | Etapa clasificatoria                     | 4  | 1  | 2  | 1  | 6  | 6  |

### Participaciones en Copa Santa Fe
| Año                | Equipo                          | Ronda            | PJ | PG | PE | PP | GF | GC |
| ------------------ | ------------------------------- | ---------------- | -- | -- | -- | -- | -- | -- |
| Copa Santa Fe 2016 | Americano (C. Pellegrini)       | Primera etapa    | 2  | 0  | 0  | 2  | 1  | 3  |
| Copa Santa Fe 2016 | Atlético San Jorge              | Octavos de final | 3  | 1  | 2  | 0  | 3  | 2  |
| Copa Santa Fe 2017 | San Martín (C. Pellegrini)      | Primera etapa    | 2  | 0  | 1  | 1  | 3  | 4  |
| Copa Santa Fe 2017 | Trebolense                      | Segunda etapa    | 4  | 2  | 1  | 1  | 8  | 7  |
| Copa Santa Fe 2017 | Atlético Sastre                 | Octavos de final | 5  | 2  | 1  | 2  | 11 | 10 |
| Copa Santa Fe 2017 | Atlético San Jorge              | Cuartos de final | 5  | 2  | 3  | 0  | 10 | 1  |
| Copa Santa Fe 2018 | Piamonte                        | Primera etapa    | 2  | 0  | 1  | 1  | 0  | 4  |
| Copa Santa Fe 2018 | Atlético Sastre                 | Octavos de final | 7  | 4  | 1  | 2  | 11 | 7  |
| Copa Santa Fe 2018 | Atlético San Jorge              | Semifinal        | 6  | 5  | 0  | 1  | 13 | 5  |
| Copa Santa Fe 2019 | La Emilia                       | Primera etapa    | 2  | 1  | 1  | 0  | 2  | 2  |
| Copa Santa Fe 2019 | Atlético Sastre                 | Segunda etapa    | 4  | 1  | 0  | 2  | 3  | 5  |
| Copa Santa Fe 2019 | Atlético San Jorge              | Octavos de final | 4  | 2  | 2  | 0  | 5  | 3  |
| Copa Santa Fe 2022 | San Martín (C. Pellegrini)      | Primera etapa    | 2  | 0  | 0  | 2  | 1  | 5  |
| Copa Santa Fe 2022 | General San Martín              | Tercera etapa    | 4  | 2  | 2  | 2  | 7  | 7  |
| Copa Santa Fe 2022 | Atlético San Jorge              | Octavos de final | 2  | 2  | 0  | 0  | 6  | 2  |
| Copa Santa Fe 2023 | Juventud Unida (Cañada Rosquín) | Primera etapa    | 2  | 1  | 0  | 1  | 2  | 4  |
| Copa Santa Fe 2023 | San Martín (C. Pellegrini)      | segunda etapa    | 2  | 0  | 0  | 2  | 5  | 8  |
| Copa Santa Fe 2023 | Atlético Sastre                 | Octavos de final | 7  | 6  | 0  | 1  | 18 | 7  |
| Copa Santa Fe 2023 | Atlético San Jorge              | tercera etapa    | 2  | 0  | 0  | 2  | 2  | 6  |
| Copa Santa Fe 2024 | Americano (C. Pellegrini)       | Segunda etapa    | 4  | 1  | 3  | 0  | 8  | 6  |
| Copa Santa Fe 2024 | Atlético San Jorge              | Segunda etapa    | 4  | 2  | 1  | 1  | 3  | 2  |
| Copa Santa Fe 2024 | Susanense (María Susana)        | Cuartos de final | 4  | 3  | 0  | 1  | 12 | 3  |
| Copa Santa Fe 2025 | Susanense (María Susana)        | Segunda etapa    | 4  | 3  | 0  | 1  | 13 | 4  |
| Copa Santa Fe 2025 | San Martín (Carlos Pellegrini)  | Primera etapa    | 2  | 0  | 2  | 0  | 1  | 1  |

### Participaciones en Copa Federación (2016 en adelante)
| Año                      | Equipo                 | Ronda                  | PJ | PG | PE | PP | GF | GC |
| ------------------------ | ---------------------- | ---------------------- | -- | -- | -- | -- | -- | -- |
| Copa Federación 2016     | Atlético San Jorge     | Campeón                | 8  | 8  | 0  | 0  | 34 | 5  |
| Copa Federación 2017     | Atlético San Jorge     | Campeón                | 8  | 7  | 1  | 0  | 19 | 1  |
| Copa Federación 2018     | Atlético San Jorge     | Campeón                | 8  | 7  | 0  | 1  | 27 | 8  |
| Copa Federación 2019     | Atlético San Jorge     | Final                  | 8  | 4  | 0  | 3  | 19 | 10 |
| Copa Federación 2020-21  | El Expreso             | Cuartos de final       | 4  | 2  | 1  | 1  | 6  | 3  |
| Copa Federación 2022     | Recreativo             | Octavos de final       | 2  | 0  | 1  | 1  | 2  | 4  |
| Copa Federación 2023     | La Emilia              | Octavos de final       | 3  | 1  | 1  | 1  | 3  | 2  |
| Copa Federación 2023     | Juventud Guadalupe     | Dieciseisavos de final | 2  | 0  | 2  | 0  | 4  | 4  |
| Copa Federación 2023     | Unión (Sastre y Ortiz) | Octavos de final       | 4  | 1  | 1  | 2  | 5  | 7  |
| Copa Federación 2024     |                        |                        |    |    |    |    |    |    |
| Susanense (María Susana) | Final                  | 10                     | 7  | 1  | 2  | 26 | 16 |    |
| Juventud Guadalupe       | Dieciseisavos de final | 2                      | 0  | 0  | 2  | 0  | 6  |    |
| Copa Federación 2025     |                        |                        |    |    |    |    |    |    |
| Atlético Granaderos      | Fase de grupos         | 3                      | 2  | 1  | 0  | 2  | 3  |    |
| Susanense (María Susana) | Fase de grupos         | 3                      | 1  | 0  | 2  | 4  | 5  |    |
| El Expreso               | Fase de grupos         | 3                      | 0  | 2  | 1  | 4  | 5  |    |

## Campeones por año
Desde 1938 hasta 2017 el campeonato de Primera división de la liga coronó un campeón por año. A partir de 2018, la liga consagra dos campeones por año, diferenciados en Torneo Apertura (primera parte del año) y Torneo Clausura (segunda parte del año), exsecto el campeonato del 2021 que se jugó sin Apertura ni Clausura.
Y desde 2023 se creó la Supercopa San Martín (Que enfrenta al campeón del Apertura y del Clausura)
| Temporada | Campeón                                   |
| --------- | ----------------------------------------- |
| 1938      | Americano (C. Pellegrini)                 |
| 1939      | Americano (C. Pellegrini)                 |
| 1940      | San Martín (C. Pellegrini)                |
| 1941      | Susanense (María Susana)                  |
| 1942      | Recreativo (Las Petacas)                  |
| 1943      | El Expreso (El Trébol)                    |
| 1944      | Atlético Sastre (Sastre y Ortiz)          |
| 1945      | Recreativo (Las Petacas)                  |
| 1946      | El Expreso (El Trébol)                    |
| 1947      | Atlético Sastre (Sastre y Ortiz)          |
| 1948      | Atlético Sastre (Sastre y Ortiz)          |
| 1949      | Atlético San Jorge (San Jorge)            |
| 1950      | Atlético San Jorge (San Jorge)            |
| 1951      | Atlético San Jorge (San Jorge)            |
| 1952      | San Martín (C. Pellegrini)                |
| 1953      | Atlético Sastre (Sastre y Ortiz)          |
| 1954      | La Emilia (San Jorge)                     |
| 1955      | La Emilia (San Jorge)                     |
| 1956      | El Expreso (El Trébol)                    |
| 1957      | La Emilia (San Jorge)                     |
| 1958      | Atlético San Jorge (San Jorge)            |
| 1959      | Trebolense (El Trébol)                    |
| 1960      | La Emilia (San Jorge)                     |
| 1961      | Atlético San Jorge (San Jorge)            |
| 1962      | *Declarado desierto                       |
| 1963      | Americano (C. Pellegrini)                 |
| 1964      | San Martín (C. Pellegrini)                |
| 1965      | San Martín (C. Pellegrini)                |
| 1966      | San Martín (C. Pellegrini)                |
| 1967      | El Expreso (El Trébol)                    |
| 1968      | General San Martín (S. M. de las Escobas) |
| 1969      | Atlético Piamonte (Piamonte)              |
| 1970      | Atlético Sastre (Sastre y Ortiz)          |
| 1971      | Belgrano (Colonia Belgrano)               |
| 1972      | Juventud Unida (Cañada Rosquín)           |
| 1973      | Brown (San Vicente)                       |
| 1974      | Atlético Sastre (Sastre)                  |
| 1975      | Brown (San Vicente)                       |
| 1976      | Americano (C. Pellegrini)                 |
| 1977      | Trebolense (El Trébol)                    |
| 1978      | Atlético Piamonte (Piamonte)              |
| 1979      | Trebolense (El Trébol)                    |
| 1980      | La Emilia (San Jorge)                     |
| 1981      | La Emilia (San Jorge)                     |
| 1982      | Atlético San Jorge (San Jorge)            |
| 1983      | Atlético Piamonte (Piamonte)              |
| 1984      | La Emilia (San Jorge)                     |
| 1985      | El Expreso (El Trébol)                    |
| 1986      | El Expreso (El Trébol)                    |
| 1987      | El Expreso (El Trébol)                    |
| 1988      | Trebolense (El Trébol)                    |
| 1989      | Americano (C. Pellegrini)                 |
| 1990      | Susanense (María Susana)                  |
| 1991      | San Martín (C. Pellegrini)                |
| 1992      | Atlético San Jorge (San Jorge)            |
| 1993      | Susanense (María Susana)                  |
| 1994      | San Martín (C. Pellegrini)                |
| 1995      | Americano (C. Pellegrini)                 |
| 1996      | Atlético San Jorge (San Jorge)            |
| 1997      | Atlético San Jorge (San Jorge)            |
| 1998      | Susanense (María Susana)                  |
| 1999      | Atlético San Jorge (San Jorge)            |
| 2000      | Atlético San Jorge (San Jorge)            |
| 2001      | Americano (C. Pellegrini)                 |
| 2002      | Atlético San Jorge (San Jorge)            |
| 2003      | Atlético Piamonte (Piamonte)              |
| 2004      | Americano (C. Pellegrini)                 |
| 2005      | Atlético Sastre (Sastre y Ortiz)          |
| 2006      | La Emilia (San Jorge)                     |
| 2007      | Atlético Piamonte (Piamonte)              |
| 2008      | Trebolense (El Trébol)                    |
| 2009      | General San Martín (SM de las Escobas)    |
| 2010      | Juventud Unida (Cañada Rosquín)           |
| 2011      | San Martín (C. Pellegrini)                |
| 2012      | Trebolense (El Trébol)                    |
| 2013      | Atlético San Jorge (San Jorge)            |
| 2014      | Atlético San Jorge (San Jorge)            |
| 2015      | Atlético San Jorge (San Jorge)            |
| 2016      | Atlético San Jorge (San Jorge)            |
| 2017      | Atlético San Jorge (San Jorge)            |
| 2021      | General San Martín (SM de las Escobas)    |

| Temporada | Torneo   | Campeón                          | Subcampeón                       | Torneo   | Campeón                          | Subcampeón                       |
| --------- | -------- | -------------------------------- | -------------------------------- | -------- | -------------------------------- | -------------------------------- |
| 2018      | Apertura | Atlético Sastre (Sastre y Ortiz) | Atlético San Jorge (San Jorge)   | Clausura | Atlético San Jorge (San Jorge)   | Atlético Sastre (Sastre y Ortiz) |
| 2019      | Apertura | Atlético Sastre (Sastre y Ortiz) | Americano (C. Pellegrini)        | Clausura | Atlético Sastre (Sastre y Ortiz) | Trebolense (El Trébol)           |
| 2022      | Apertura | Atlético San Jorge (San Jorge)   | Atlético Sastre (Sastre y Ortiz) | Clausura | San Martín (C. Pellegrini)       | Trebolense (El Trébol)           |
| 2023      | Apertura | Atlético San Jorge (San Jorge)   | San Martín (C. Pellegrini)       | Clausura | Americano (C. Pellegrini)        | El Expreso (El Trébol)           |
| 2024      | Apertura | San Martín (C. Pellegrini)       | Atlético Piamonte (Piamonte)     | Clausura | Susanense (María Susana)         | Atlético San Jorge (San Jorge)   |
| 2025      | Apertura | Atlético San Jorge (San Jorge)   | Trebolense (El Trébol)           |          |                                  |                                  |

## Palmarés

### Liga San Martín
| Equipo             | Ciudad                    | Año de fundación | Campeonatos | Años de campeonatos |
| ------------------ | ------------------------- | ---------------- | ----------- | --- |
| Atlético San Jorge | San Jorge                 | 1912             | 21          | 1949, 1950, 1951, 1958, 1961, 1982, 1992, 1996, 1997, 1999, 2000, 2002, 2013, 2014, 2015, 2016, 2017, cl. 2018, ap. 2022, ap. 2023, ap 2025 |
| Atlético Sastre    | Sastre y Ortiz            | 1919             | 10          | 1944, 1947, 1948, 1953, 1970, 1974, 2005, ap. 2018, ap. 2019, cl. 2019                                                                      |
| San Martín         | Carlos Pellegrini         | 1909             | 9           | 1940, 1964, 1965, 1966, 1991, 1994, 2011, cl. 2022, ap. 2024                                                                                |
| Americano          | Carlos Pellegrini         | 1922             | 9           | 1938, 1939, 1963, 1976, 1989, 1995, 2001, 2004, cl. 2023                                                                                    |
| La Emilia          | San Jorge                 | 1952             | 8           | 1954, 1955, 1957, 1960, 1980, 1981, 1984, 2006                                                                                              |
| El Expreso         | El Trébol                 | 1946             | 7           | 1943, 1946, 1956, 1967, 1985, 1986, 1987 |
| Trebolense         | El Trébol                 | 1909             | 6           | 1959, 1977, 1979, 1988, 2008, 2012 |
| Susanense          | María Susana              | 1922             | 5           | 1941,1990, 1993, 1998, cl. 2024 |
| Piamonte           | Hijo de su                | 2004             | 5           | 1969, 1978, 1983, 2003, 2007 |
| General San Martín | San Martín de las Escobas | 1921             | 3           | 1968, 2009, 2021 |
| Juventud Unida     | Cañada Rosquín            | 1910             | 2           | 1972, 2010 |
| Recreativo         | Las Petacas               | 1931             | 2           | 1942, 1945 |
| Brown              | San Vicente               | 1920             | 2           | 1973, 1975 |
| Belgrano           | Colonia Belgrano          | 1883             | 1           | 1971 |
| Unión              | Sastre y Ortiz            | 1958             | 0           | |
| Juventud Guadalupe | San Jorge                 | 2008             | 0           | |
| Unión              | Los Cardos                | 1972             | 0           | |
| Deportivo Mitre    | Landeta                   | 1951             | 0           | |

- Datos actualizados hasta 2024.

### Títulos por Ciudad
| Ciudad                    | Títulos | Equipos campeones                      |
| ------------------------- | ------- | -------------------------------------- |
| San Jorge                 | 29      | Atlético San Jorge (21), La Emilia (8) |
| Carlos Pellegrini         | 18      | Americano (9), San Martín (9)          |
| El Trébol                 | 13      | El Expleso (7), Trebolense (6)         |
| Sastre                    | 10      | Atlético Sastre (10)                   |
| Piamonte                  | 5       | Piamonte (5)                           |
| María Susana              | 5       | Susanense (5)                          |
| San Martín de las Escobas | 3       | General San Martín (3)                 |
| Cañada Rosquín            | 2       | Juventud Unida (2)                     |
| Las Petacas               | 2       | Recreativo (2)                         |
| San Vicente               | 2       | Brown (2)                              |
| Colonia Belgrano          | 1       | Belgrano (1)                           |

- Datos actualizados hasta 2024.